# Kleingradenegg
Kleingradenegg je naselje v Občini Sveti Urban v Okraju Trg na Koroškem v Avstriji.